# Gaston Anglade
Pour les articles homonymes, voir Anglade.

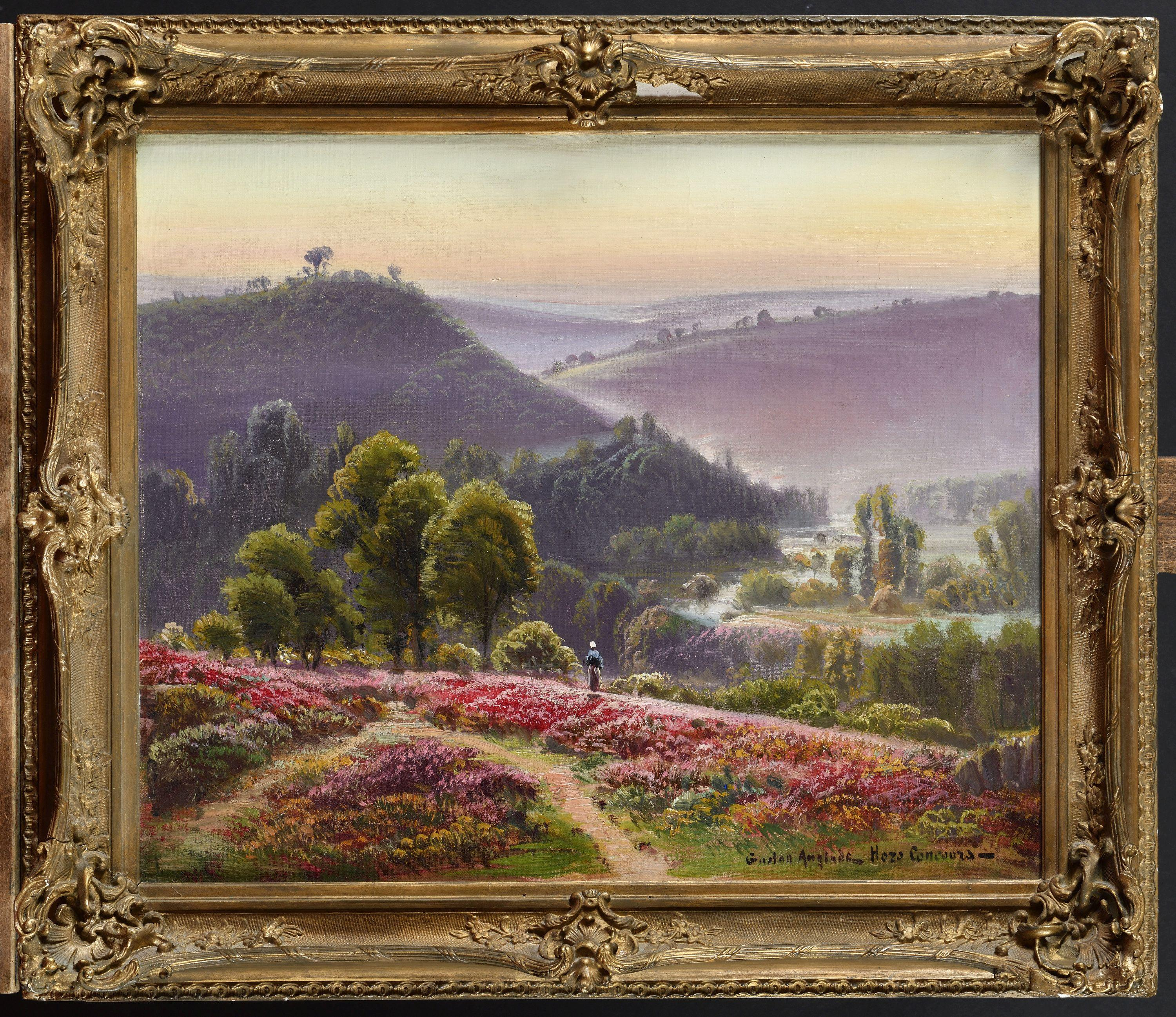
Paysage de bruyère dans la Creuse.

Gaston Anglade, né le 29 septembre 1854 à Bordeaux et mort le 1er janvier 1931 au Raincy, est un peintre français.

## Biographie
Gaston Anglade est né Michel Anglade le 29 septembre 1854 à Bordeaux. Il est d'abord professeur de musique à Bordeaux avant d'entamer une carrière d'artiste-peintre. Élève de Baudet et de Léon Germain Pelouse, il participe à des expositions de la Société des Artistes Français dont il est un des membres. Il s'inspire de William Didier-Pouget.
Installé au Raincy au 11 bis, Allée de la Pelouse, où il reçoit les dimanches après-midi, il y meurt le 1er janvier 1931.